# 8538 Gammelmaja
8538 Gammelmaja è un asteroide della fascia principale. Scoperto nel 1993, presenta un'orbita caratterizzata da un semiasse maggiore pari a 3,0108682 au e da un'eccentricità di 0,0892859, inclinata di 9,35951° rispetto all'eclittica.
L'asteroide è dedicato all'omonima gatta copratagonista delle avventure di Pelle Svanslös.